# 芬皇寺
芬皇寺（ふんこうじ、ハングル: 분황사〈プナンサ〉、Bunhwangsa〈Punhwang-sa〉）は、韓国、慶尚北道慶州市九黄洞（ハングル: 구황동）にある寺院である。2000年11月、国際連合教育科学文化機関（ユネスコ、UNESCO）の世界遺産（文化遺産）に慶州歴史地域（慶州歴史遺跡地区、ハングル: 경주역사유적지구）として登録された皇龍寺地区に位置する。2019年2月26日、大韓民国指定史跡第548号に慶州芬皇寺址（ハングル: 경주 분황사지）として指定された。

## 歴史
新羅第27代善徳（ソンドク、在位632-647年）の治世3年（634年）に創建された仏教寺院であり、『三国史記』によれば、善徳王3年春正月、元号を仁平に改め、（同月）芬皇寺が完成したとされる。善徳王は、新羅初の女王であり、仏僧の留学や寺院の建立を奨励するなど仏教を積極的に推進したことでも知られる。
中国の『続高僧伝』には「王芬寺」とあり、寺はすなわち王の造りし所なりと記される。それによると、貞観17年（643年）に高僧の慈蔵（チャジャン、590-658年）が唐より帰国した際、王の命により「王芬寺」に住まわせたとあり、『三国遺事』にも同様に、国を挙げて迎え、命じて「芬皇寺」に住まわすと記される。また、元暁（ウォニョ、617-686年）も芬皇寺に住房して『華厳経』の疏（そ）のほか『金光明経』の疏の編纂などに尽くしたとされ、死後、子の薛聡（ソルチョン）が元暁の遺骸を砕いて造形した塑像を芬皇寺に安置し、恭敬したといわれることから、芬皇寺は元暁宗の根本道場とされた。
芬皇寺の千手大悲観音図像の霊験伝承も『三国遺事』に記された「芬皇寺千手大悲盲児得眼」より知られる。新羅第35代景徳（キョンドク、在位742-765年）の時代、5歳で急に盲目となった児子を抱いた母親の希明（フィミョン）が芬皇寺の左殿北側の壁にあった千手大悲を詣で、教えたとおりに子が歌い祈ると目が治癒したとされ、その霊験譚が「禱千手大悲歌」などとして伝わる。また、『三国史記』にある画人率居（ソルゴ）の観音菩薩図像があったとされ、千手大悲観音と同一視される。さらに『三国史記』には、景徳王14年（755年）に芬皇寺の薬師如来として重さ30万6700斤の銅像が鋳造されたことも記される。しかし、これらの遺物は、13世紀のモンゴルの侵攻、1592年の壬辰倭乱（文禄の役）を受けて消失している。

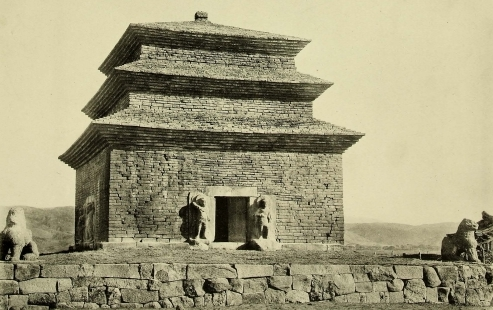
芬皇寺模塼石塔（1906年）

半ば崩壊していた中央の模塼石塔（もせんせきとう、ハングル: 모전석탑〈モジョンソクタプ〉）は、1915年、朝鮮総督府により修築され、3層の石塔として現在に残る。その石塔の修復・調査の際、第2層と第3層の間より舎利函（しゃりかん、ハングル: 사리함〈サリハム〉）が発見されている。そして石函内より創建当時の遺物のほか高麗（918-1392年）以降の銅銭も確認されたことから、高麗時代以降、石塔を改築して再び納めたと考えられる。発見された石函と遺物は、国立慶州博物館に収蔵・展示される。

## 構成
今日にある芬皇寺の寺域はかなり小さいが、南の皇龍寺跡との間に、芬皇寺の幢竿支柱（どうかんしちゅう、ハングル: 당간지주〈タアンカオンシジュ〉）があることから、かつてはそこまで芬皇寺の寺域であったと見られる。また、1965年に芬皇寺の北30メートルの井戸より、頭部のない仏像が発掘され、国立慶州博物館に並べて展示される。

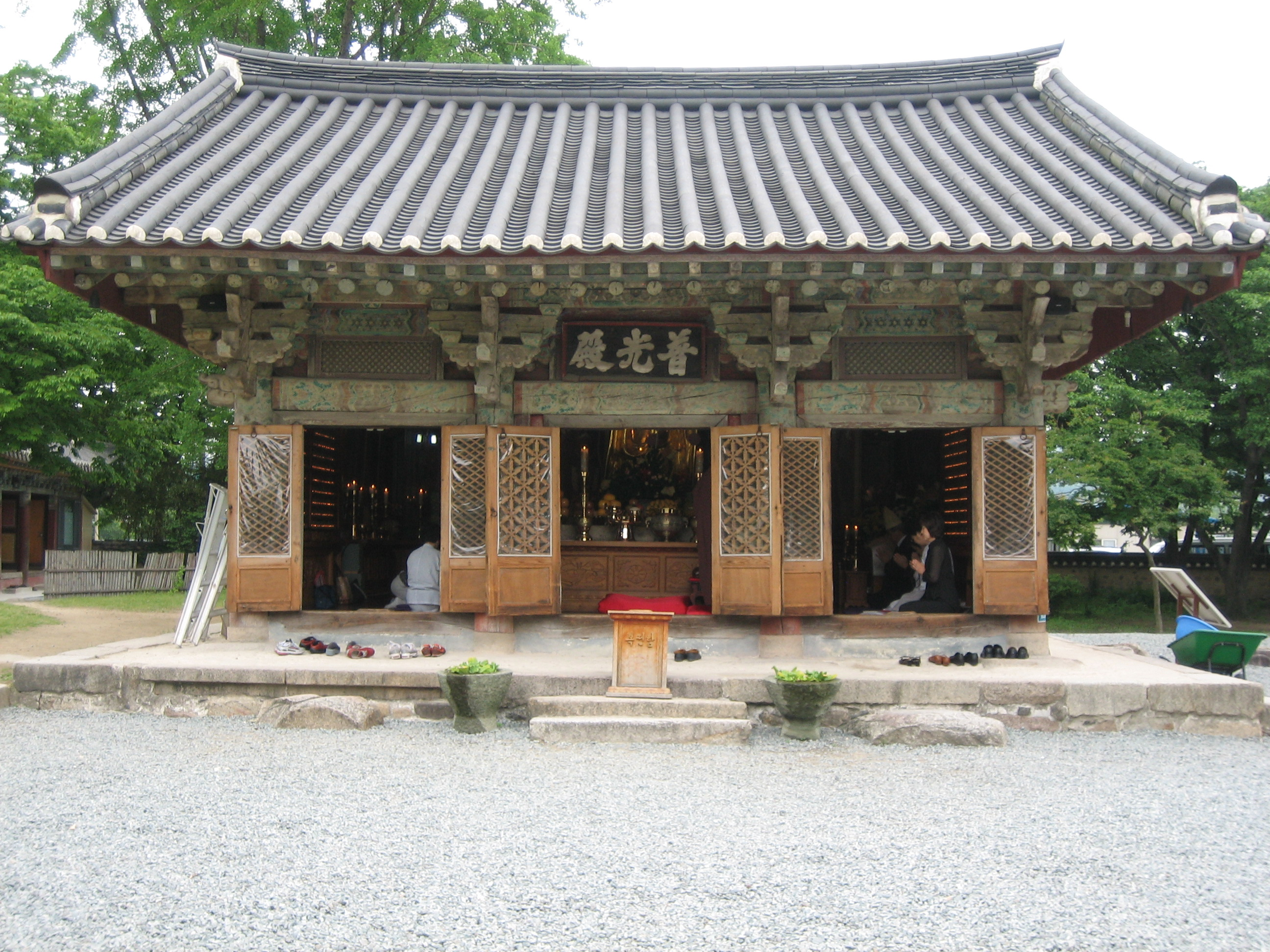
薬師殿「普光殿」

1990年（1991年）より2014年にかけて現在の寺域内外の発掘調査がなされ、創建時の伽藍配置は、残存する模塼石塔を中心に、北の中金堂、東金堂、西金堂を「品」字形に配置した1塔3金堂式であったことが確認された。同様の配置は高句麗の初期寺院跡にも認められるが、新羅においては初めてのものであった。そして8世紀中頃（750年頃）に中金堂が改築されたことが確認され、再三の建て替えを経て1塔1金堂式となり、光海君元年（1609年）に現在の「普光殿」（ハングル: 보광전）にあたる金堂が建立された。普光殿は粛宗6年（1680年）に改築され、後の1998年に解体改築が行われている。
2008年には、発掘により模塼石塔の南30.65メートルに中門の跡が確認されている。中門は全長12.63メートル、正面3間・側面2間であり、中門・石塔・金堂が南北軸の直線上に並ぶことが証明されるとともに、中門の両側より東西に南回廊が2重構造の複廊として延び、東西の全長は138.4メートルで、最大の皇龍寺の176メートルに次ぐ規模であったことが認められた。
遺物としては、発掘による1500点余りの瓦の出土が認められる。南に近接した地域最大の皇龍寺は、真興王14年（553年）の創建（着工）後、真平王6年（584年）に金堂を建立、善徳王14年（645年）には木造九層塔の建立を見るが、出土した瓦は、創建期のものとされる高句麗系の七葉素弁蓮華文軒丸瓦が共通するほか、同笵瓦と見られる軒瓦も数多いことから、多くは同一の造瓦であったことが示唆される。さらに出土瓦の種類の多さも共通しており、皇龍寺の蓮華文軒丸瓦216種類に対し、芬皇寺からも135種類が確認される。また、創建期の7世紀中頃までに百済系の蓮華文軒丸瓦のほか初期の複弁蓮華文軒丸瓦など多様な使用が認められ、中金堂が改築される8世紀中頃までにも宝相華文を中心に多様な統一新羅時代の軒丸瓦が使用されたと考えられる。

### 模塼石塔

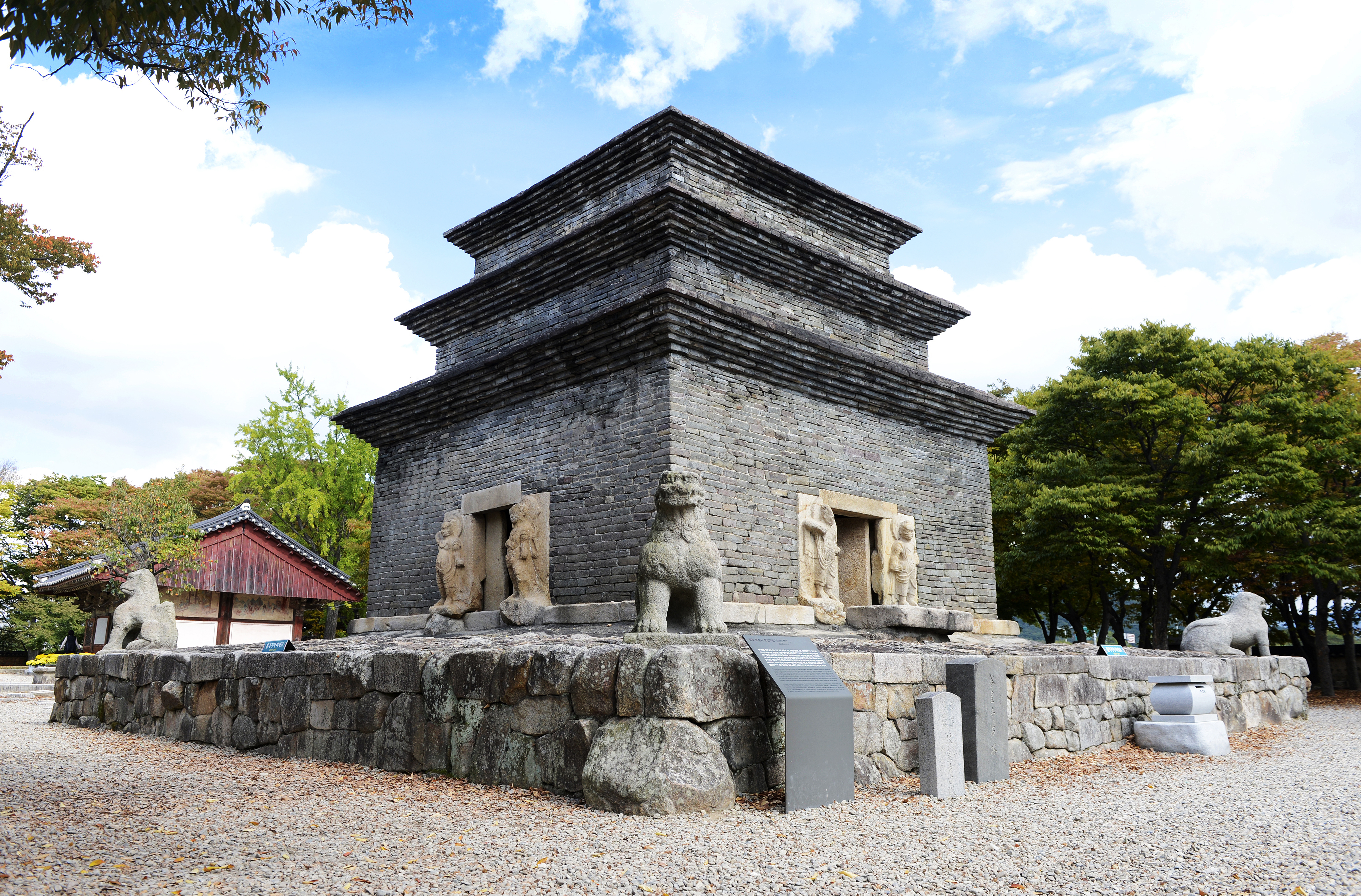
模塼石塔

慶州芬皇寺模塼石塔（ハングル: 경주 분황사 모전석탑）、大韓民国指定国宝第30号（1962年12月20日指定）。寺院を象徴するこの模塼石塔は、新羅で最古の石塔遺跡である。石塔は中国の塼（せん、チュアン〈煉瓦〉）による塼塔を模して、煉瓦のように整えた灰黒色の安山岩により構築されている。3層となる石塔は、上方の層ほど狭くなり、各層の屋根部分は階段状に配石される。現在の仏塔は3層として残存するが、本来は5層ないし7層あるいは史料により9層であったともいわれる。第1層屋身の四面にある龕室（がんしつ）の扉口には、それぞれ2体の仁王（金剛力士）像が配置される。また、石塔の基壇の四隅を獅子像が守護する。

### 和諍国師碑趺
芬皇寺和諍国師碑趺（ハングル: 분황사 화쟁국사비부）、慶尚北道有形文化財第97号（1979年1月25日指定）。高麗時代の肅宗6年（1101年）に、元暁の諡号「和諍（わじょう〈ファジョン〉）国師」とともに顕彰した碑石の台座（碑趺、ひふ）。碑身は失われており、宣祖30年（1597年）に寺院が焼失した際に破壊されたものと推察されるが、後に金正喜（1786-1856年）の識別による和靜国師の碑趺の銘が刻まれる。

### 八角石井

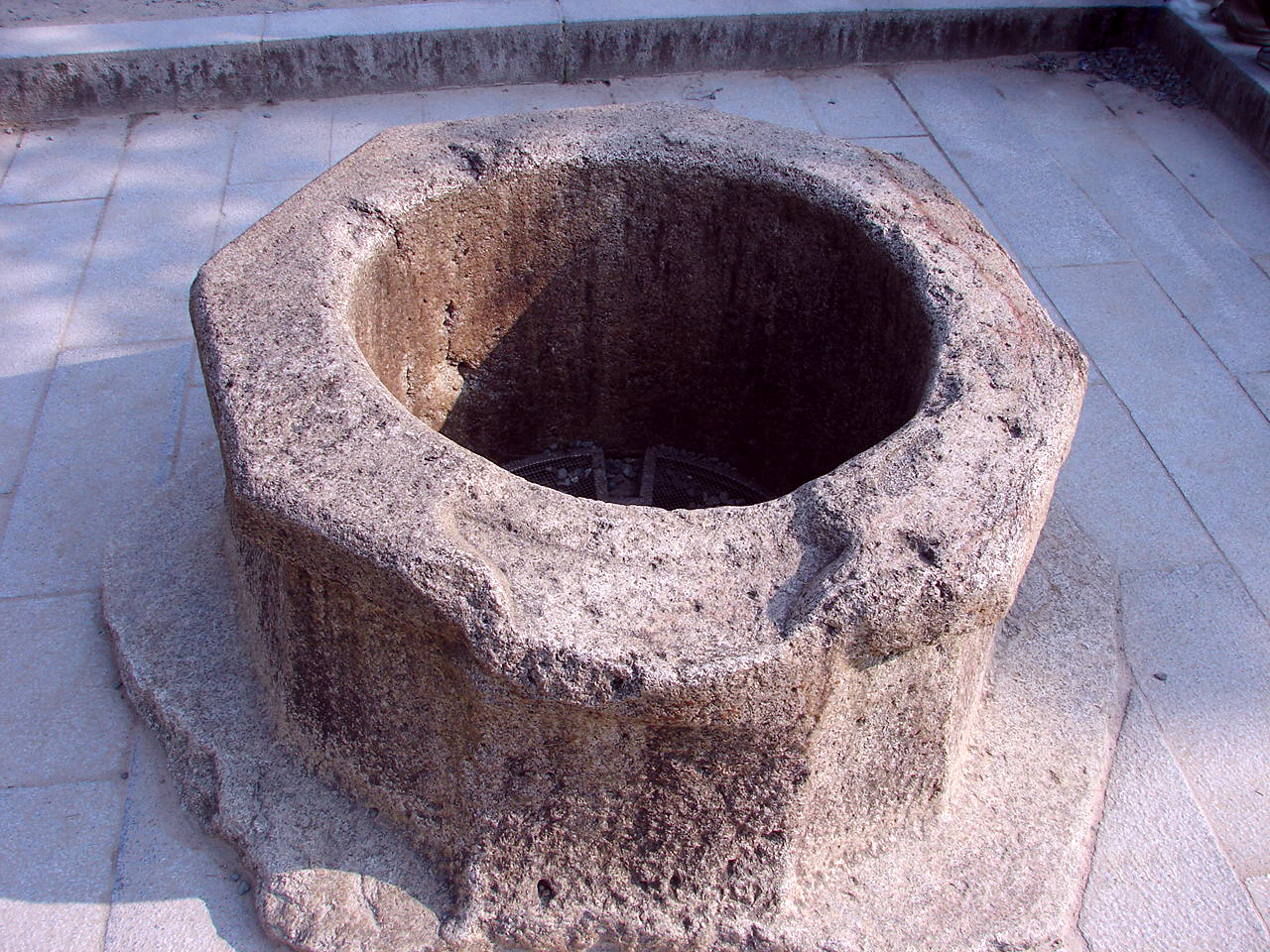
八角石井「三龍変魚井（護国龍変魚井）」

芬皇寺石井（ハングル: 분황사 석정）、慶尚北道文化財資料第9号（1985年8月5日指定）。寺院の境内にある新羅時代の井戸で、筒状の外面は高さ0.7メートルとなる。石井の外面は八角形であり内側が円形となるなどの構造については、仏教にある八正道（はっしょうどう）や円融の思想を表すなどといわれる。石井は「三龍変魚井」（ハングル: 삼룡변어정）または「護国龍変魚井」（ハングル: 호국용변어정）と称される。『三国遺事』によれば、元聖王11年（795年）、唐の使節が新羅を訪れた際、新羅国を守る3体の龍を魚に変え、筒に入れて帰途についた。後日、東池と青池（東泉寺の泉）に棲む2龍の妻であるという2人の女が王のもとに来て、唐に連れ去られた夫の2龍と芬皇寺の井戸の龍を含む護国の3龍の救出を上奏すると、王はすぐに対処して3龍を連れ戻したと伝えられる。

### 薬師如来像
慶州芬皇寺金銅薬師如来立像（ハングル: 경주 분황사 금동약사여래입상）、大韓民国指定宝物（2022年2月22日指定）。慶尚北道文化財資料第319号（芬皇寺薬師如来立像〈ハングル: 분황사약사여래입상〉、1996年5月14日指定）。薬師殿である「普光殿」に安置される薬師如来像（ハングル: 약사여래상）は、高さ約3.5メートル (3.45m、3.54m) の最大規模の金銅仏（こんどうぶつ）立像である。左手に持つ薬壺の蓋の内側に残る銘文から英祖50年（1774年）とされるものの、1998年の普光殿の解体修築の際に発見された史料により、先の光海君元年（1609年）に5360斤の銅による当初の造成が確認された。もともと芬皇寺に祀られていた薬師仏は壬辰倭乱により消失している。

### 幢竿支柱

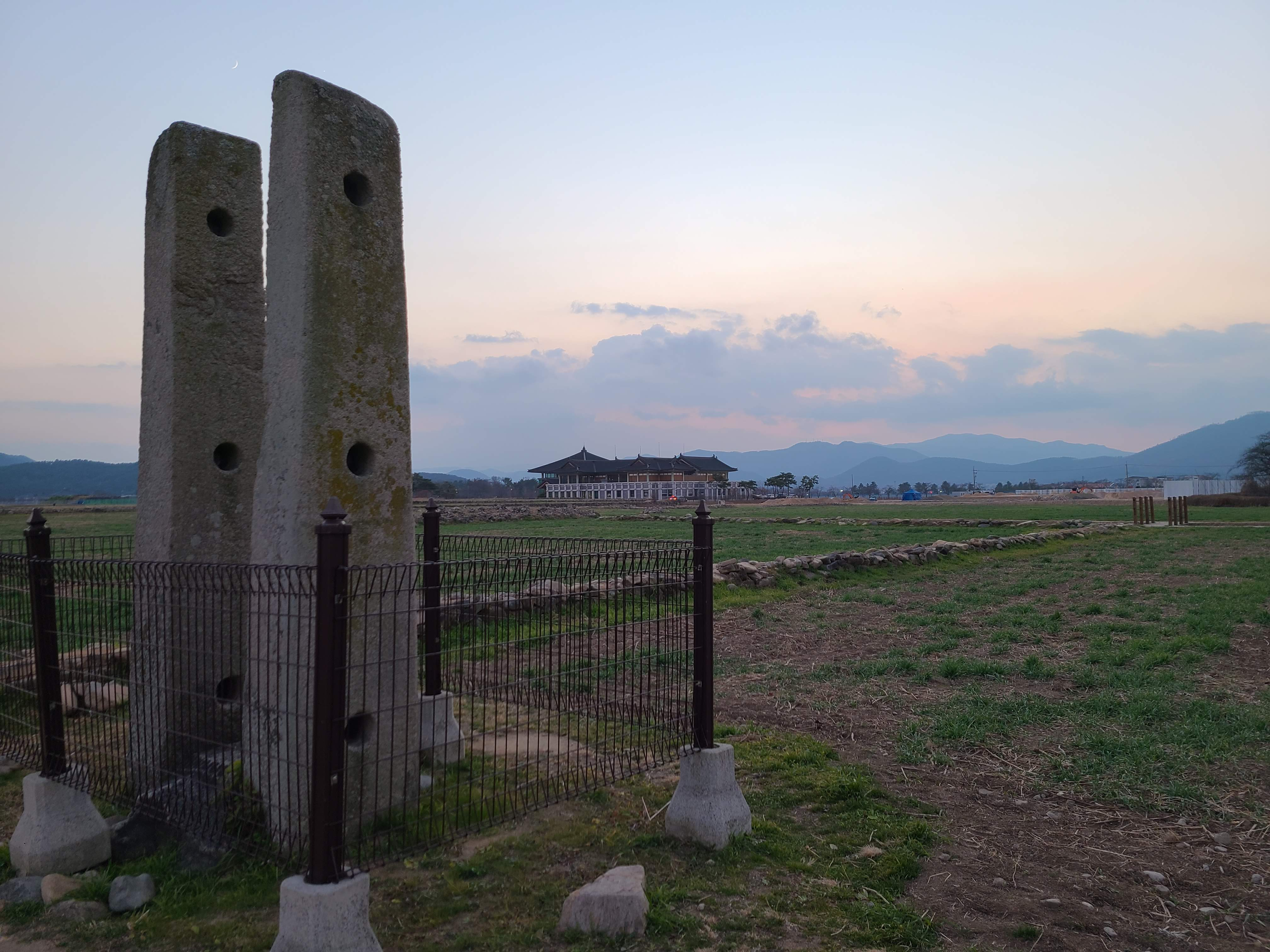
芬皇寺幢竿支柱

慶州芬皇寺幢竿支柱（ハングル: 경주 분황사 당간지주）、大韓民国指定宝物（2021年11月23日指定）。慶尚北道有形文化財第192号（慶州九黄洞幢竿支柱〈ハングル: 경주구황동당간지주、1985年10月15日指定）。幢竿（どうかん）とは仏教行事の際に寺院の門前に掲げる幢（どう、はたほこ〈旗鉾〉）を立てる竿であり、幢竿支柱は、幢竿を両側から支える一対の石柱である。高さ3.55メートル。この左右の石柱の間に据えられた竿台石は、カメの形をかたどり、支柱の造成様式により統一新羅時代の早期に構築されたものと考えられる。